# Paul Lautensack
Paul Lautensack (ur. 1478 w Bambergu, zm. 15 sierpnia 1558 w Norymberdze) – niemiecki malarz i organista.
Od 1506 roku pracował jako malarz dla arcybiskupa Bambergu Jerzego III. Na jego zlecenie wykonał w sanktuarium w Grimmenthal w Turyngii serię wizerunków świętych. W 1525 roku, jako reformator, opuścił miasto i osiadł w Norymberdze. Jego prace malarskie obejmowały głównie tematykę biblijnej Apokalipsy. Jest autorem licznych rozpraw religijnych, wydanych w całości we Frankfurcie w 1619 roku. Z powodu jego fanatyzmu religijnego, w 1542 roku został zmuszony do opuszczenia miasta. Powrócił do niego w 1545.

## Życie prywatne
Był trzykrotnie żonaty: z Barbarą Graf, Magdaleną Ringmacher i Anną Gerstner. Miał dwóch synów: Hannsa Sebalda, również malarza i grafika oraz Heinricha, złotnika i drukarza.

## Wybrane publikacje
- Gustav Georg Zeltner, Paul Lautensack, De Paulli Lautensack, fanatici Noribergensis, fatis et placitis schediasma historico-theologicum: Cui accessit Ioannis Schwanhauseri, praeconis evangelii Bamberg. & Norimberg. ad eundem Lautensackium epistola de sacra coena & maiestate Christi, Kohlesius, 1716[3]